# Поздерац, Нурия
Нурия Поздерац (сербохорв. Nurija Pozderac / Нурија Поздерац; 15 января 1892, Цазин — 12 июня 1943, Тьентиште) — югославский боснийский политик, партизан Народно-освободительной войны Югославии. Праведник мира (2012). Прадед министра иностранных дел Сербии Вука Еремича и дядя боснийского социалистического политика Хамдии Поздераца.

## Биография
Родился 15 января 1892 года в Цазине. Босниец по национальности, мусульманин по вероисповеданию. Отец — Мустафа Поздерац, имел титул ага в Цазинской Краине. Нурия работал учителем в школе, позднее заинтересовался политикой. Был членом Югославской мусульманской организации. В 1935 году избран от Цазинского края по списку объединённой оппозиции в Скупщину Югославии.
В 1941 году после Апрельской войны и раздела Югославии Нурия выступил против марионеточной Хорватии и усташей, осудив преследование и массовые убийства сербов и евреев в Боснии и Герцеговины. Президент Югославской мусульманской организации Джафер-бек Куленович обещал Поздерацу место в Правительстве НГХ, но Нурия, не смирившись с властями, ушёл к югославским партизанам. В 1941 году он со своей супругой Девлетой спас группу евреев, которую собирались вывезти в концлагерь Ясеновац.
В 1942 году Нурия Поздерац был назначен председателем Народно-освободительного комитета в Цазине. Участник Первого заседания Антифашистского вече народного освобождения Югославии (26—27 ноября 1942, Бихач), избран заместителем председателя Исполнительного комитета АВНОЮ.
В составе партизанских войск Поздерац участвовал в марте 1943 года в битве на Неретве, а в мае — июне того же года сражался на Сутьеске. 8 июня 1943 года на плато Вучево в лесу Поздерац был ранен после авианалёта. Его отправили в госпиталь в Тьентиште, но 12 июня от последствий полученных ранений он скончался в Драгош-Седле.

## Память
- Указом Президиума Антифашистского вече народного освобождения Югославии от 25 сентября 1944 года Нурия Поздерац награждён посмертно Орденом национального освобождения.
- Могила Нурии Поздераца в Драгош-Седле находится ныне в составе мемориального комплекса «Долина героев» в национальном парке Сутьеска, который был известнейшим туристическим объектом во время существования СФРЮ: в нём проводились школьные экскурсии.
- С марта 2009 года дом в Цазине, где родился Нурия Поздерац, официально является национальным памятником Боснии и Герцеговины.
- В 2012 году национальный израильский мемориал Холокоста «Яд ва-Шем» посмертно наградил Нурию Поздераца и его супругу Девлету званием Праведников мира за спасение группы евреев в 1941 году[2].

## Семья
В браке с Девлетой Поздерац Нурия воспитал восьмерых детей: четверо сыновей, четверо дочерей. С Нурией до последнего мгновения его жизни был сын Сеад, в будущем ставший врачом. У дочери Садеты родился сын Вук Еремич, который работал министром иностранных дел Сербии с 2007 по 2012 годы и Председателем Генеральной Ассамблеи ООН с 2012 по 2013 годы.
Племянники Нурии Поздераца — Хамдия и Хакия — сыновья Мехи Поздераца, которые занимали высокопоставленные государственные должности в СФРЮ и СР Боснии и Герцеговине.